# يو إف سي 87
يو إف سي 87: ابحث ودمر (بالإنجليزية: UFC 87: Seek and Destroy)‏ هو حدث لفنون القتال المختلطة نظمته يو إف سي، أُقيم في 9 أغسطس 2008، على تارغت سنتر في منيابولس، مينيسوتا، الولايات المتحدة.